# 9-я Северная линия
Девя́тая Се́верная ли́ния  — небольшая улица на севере Москвы в районе Северный Северо-Восточного административного округа справа от Дмитровского шоссе в бывшем посёлке Северный, по которому названа. Последняя из Северных линий. На улице находится управа района и Экспериментальная школа высшего спортивного мастерства «Северный».

## Расположение
9-я Северная линия начинается от 6-й линии напротив стадиона, проходит на запад по направлению к Дмитровскому шоссе и оканчивается на 8-й линии. В октябре 2016 года проезд был продлён за счёт присоединения Проектируемого проезда № 6269 и участка Проектируемого проезда № 6268.

## Учреждения и организации
- Дом 1, корпус 1 — Сберегательный банк РФ Марьинорощинское отд. №7981/№0482; Единый информационно-расчетный центр (район Северный);
- Дом 1, корпус 2 — школа № 709;
- Дом 1Б — Государственное бюджетное учреждение города Москвы «Спортивная школа олимпийского резерва «Северный» Москомспорта (ГБУ «Спортивная школа олимпийского резерва «Северный» Москомспорта);
- Дом 5 — Отдел внутренних дел района Северный;
- Дом 5А — Управа района Северный СВАО.
- Дом 13/1 — торговый дом «Элвис»;
- Дом 15, корпус 3 — школа № 709 (бывший детский сад № 1188).

## Общественный транспорт
- Автобусы № 843, т78, е59, 746